# Ribas (Álava)
Ribas es un despoblado que actualmente forma parte del concejo de Labraza, que está situado en el municipio de Oyón, en la provincia de Álava, País Vasco (España).

## Historia
Documentado desde 1579 (Libro de Fábrica de Labraza), se desconoce cuándo se despobló.